# Bathygonium moskalevi
Bathygonium moskalevi là một loài chân đều trong họ Paramunnidae. Loài này được Kussakin miêu tả khoa học năm 1984.